# Bestune

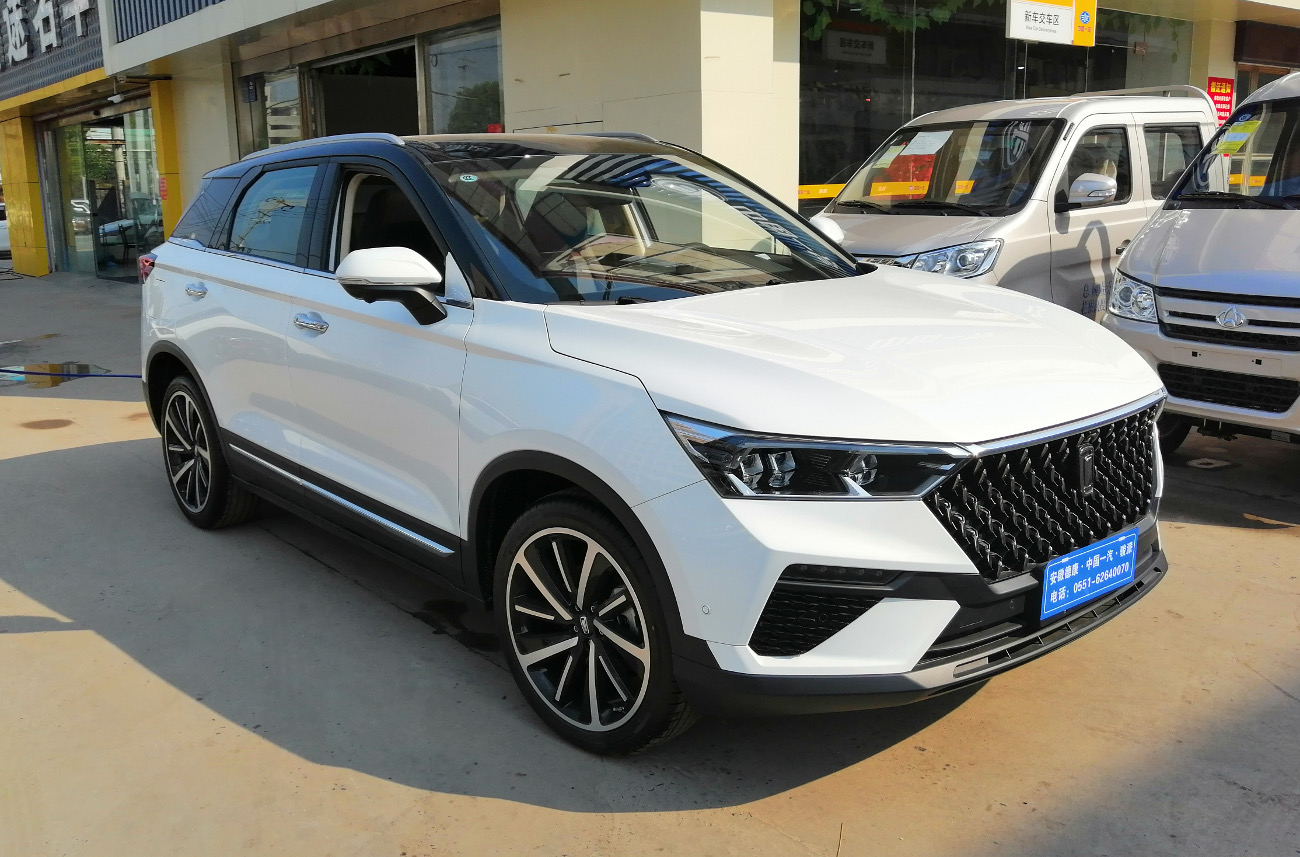
Bestune T77

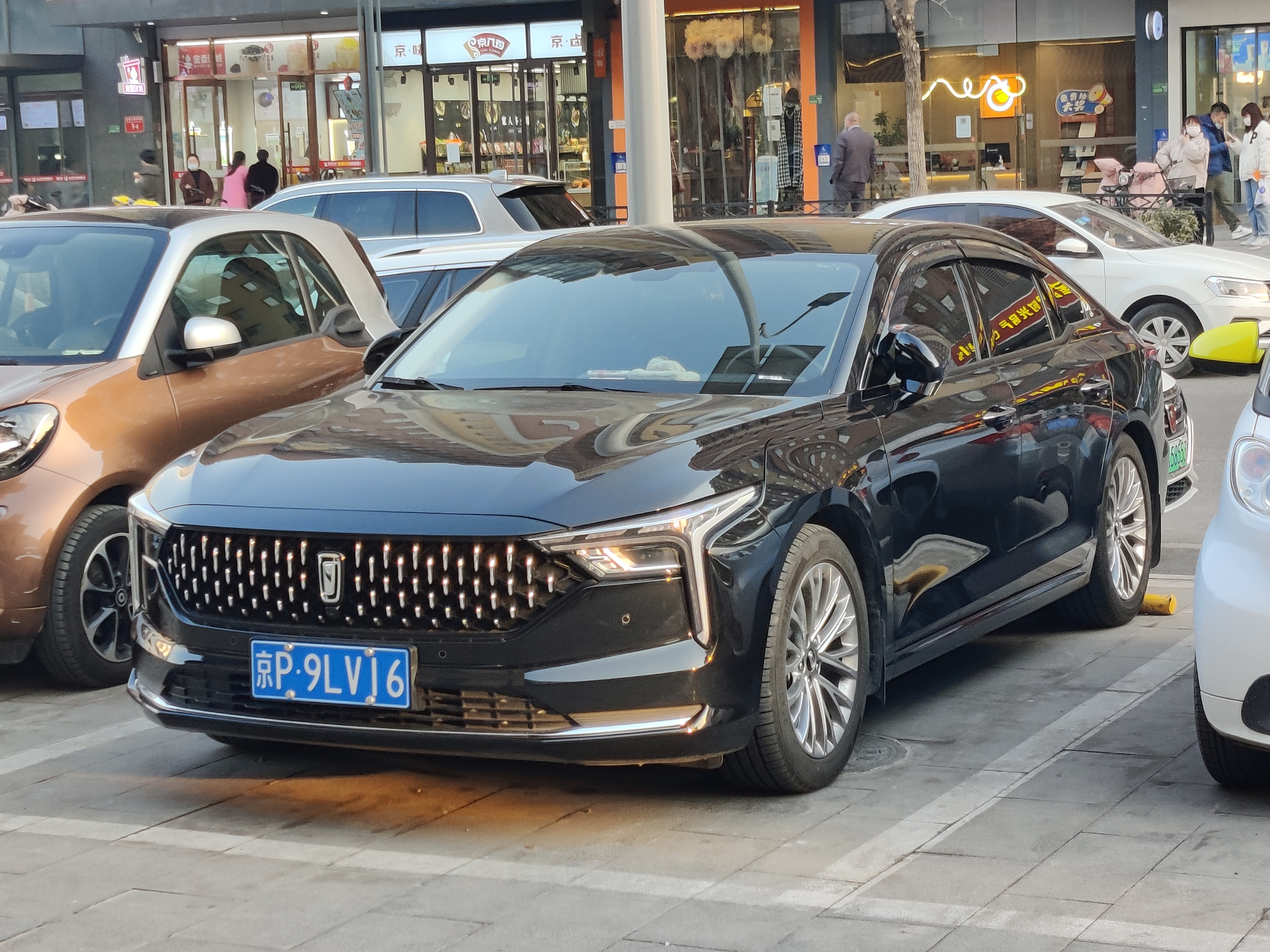
Bestune B70

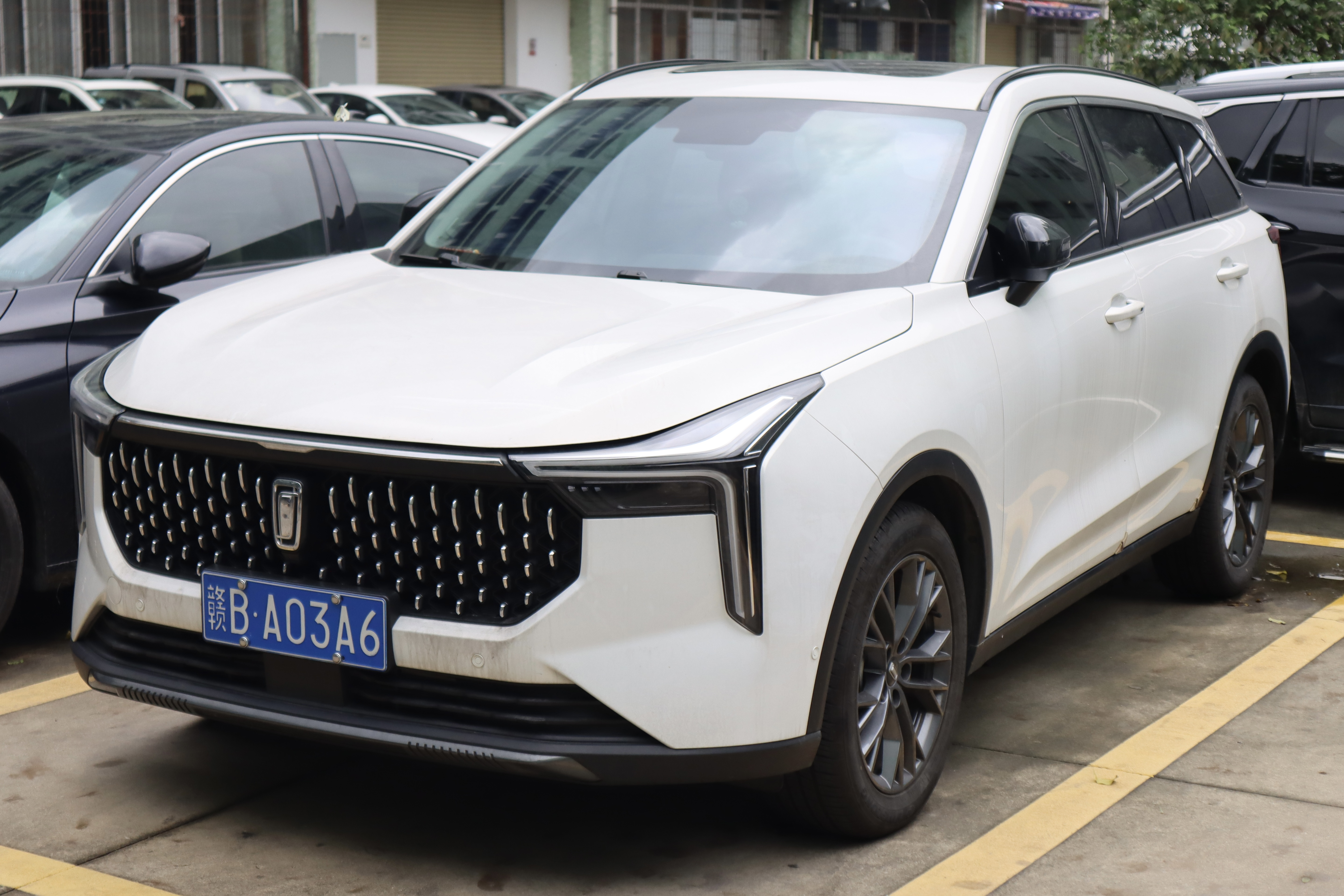
Bestune T55

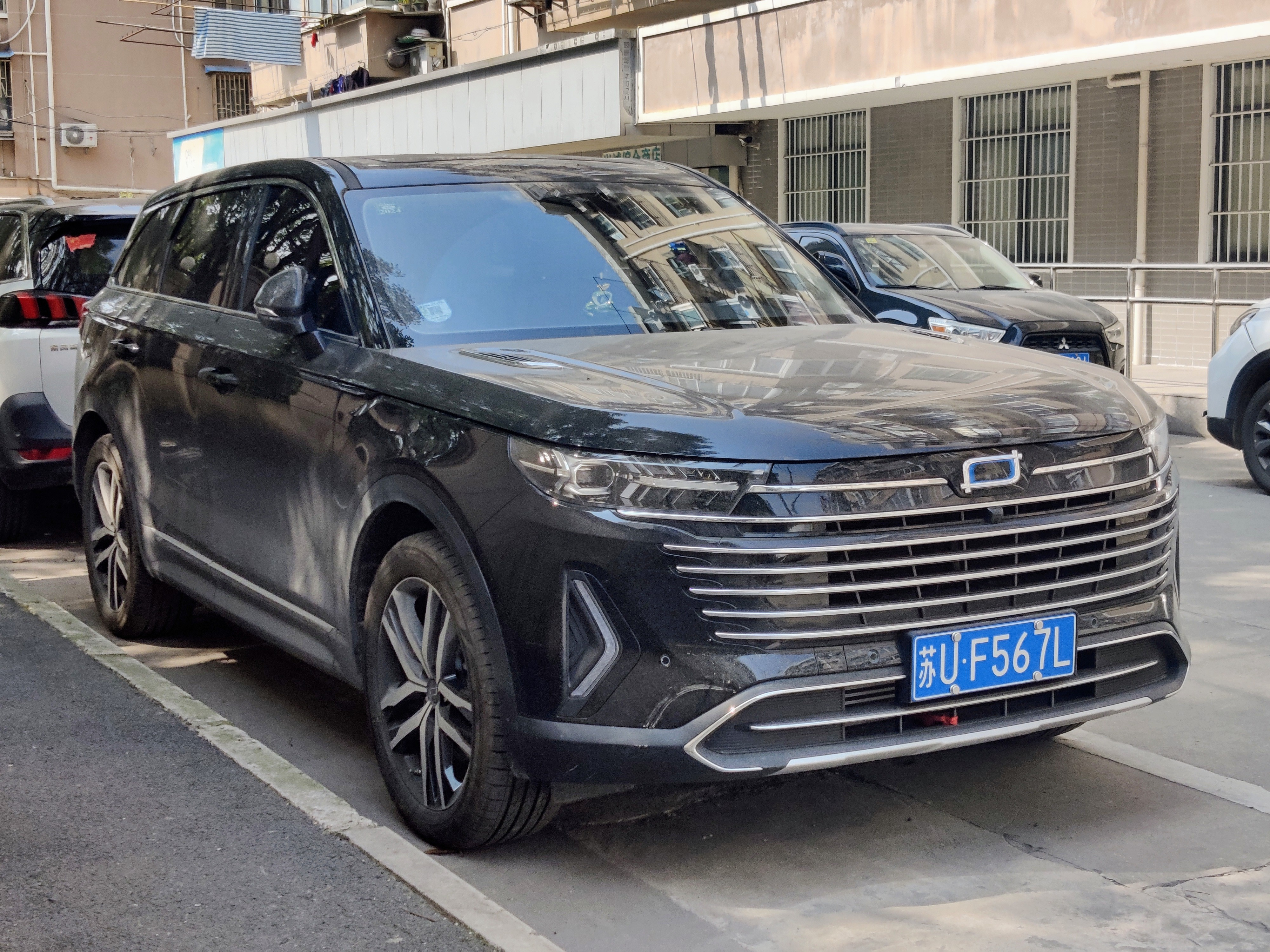
Bestune T99

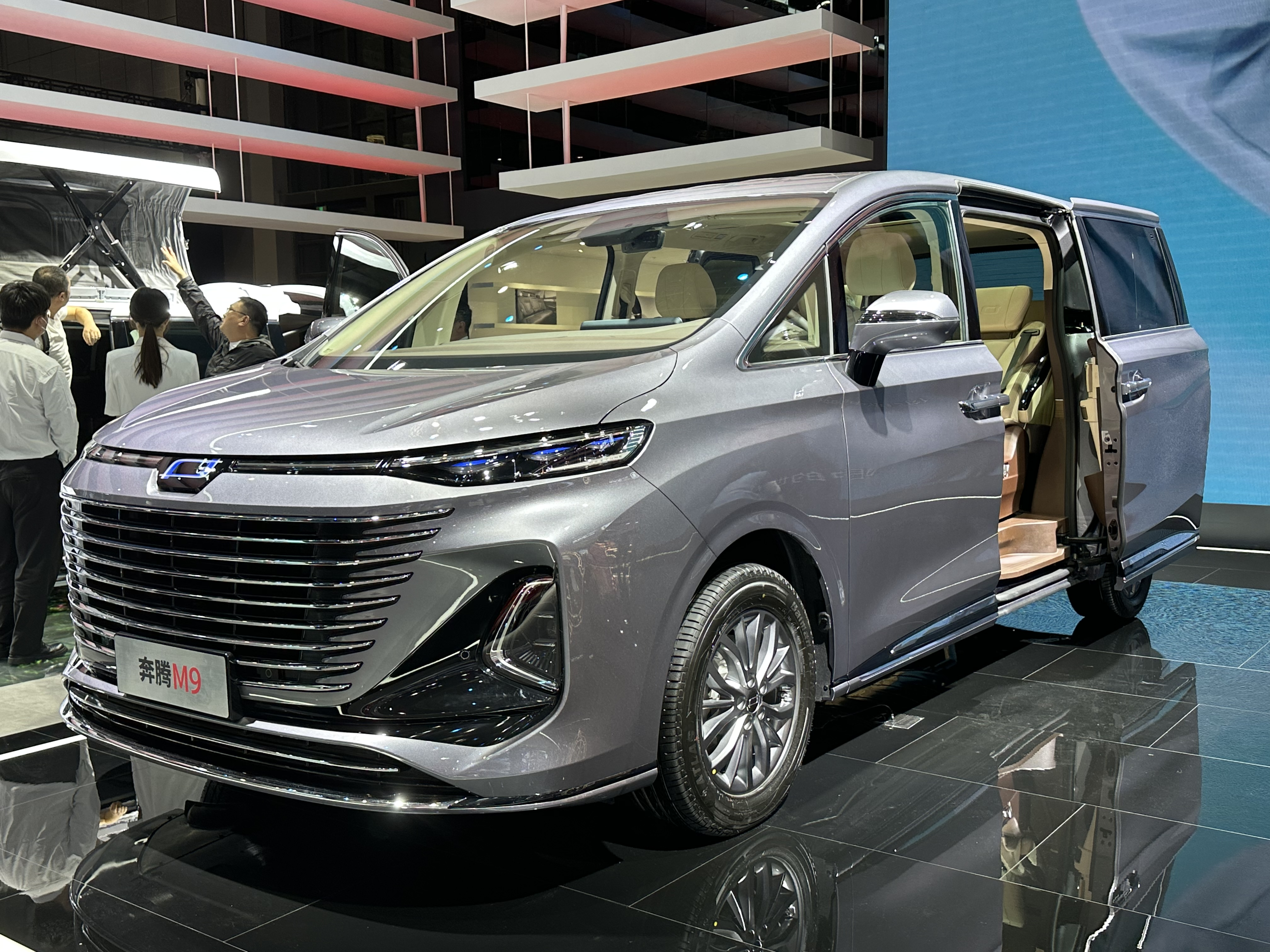
Bestune M9

Bestune (en chino, 一汽 奔腾; pinyin, Yīqì Bēnténg), anteriormente conocida como Besturn, es una marca automotriz propiedad del fabricante de automóviles chino First Automobile Works.
Con productos basados en sedanes Mazda más antiguos, Besturn se dirige a los consumidores chinos de clase media alta. FAW, el propietario de Besturn, también fabrica la versión para el mercado chino del automóvil en el que se basan muchos productos Besturn, el Mazda 6, y los modelos Besturn se produjeron inicialmente en las fábricas Mazda de FAW.

## Historia
Bestune comenzó a vender sus vehículos en el mercado de Rusia n en 2012 con el B50 como primer modelo vendido, que debutó en el 2012 Salón Internacional del Automóvil de Moscú. Mantuvo conversaciones para tener una empresa conjunta con Avtotor para fabricar el Besturn X80 en Rusia en 2015. El Besturn X80 comenzó a fabricarse en Rusia en abril de 2017 y FAW menciona que vendería al menos dos o tres modelos más para 2018. A finales de 2018, el fabricante decidió cambiar el nombre en inglés de Besturn a Bestune.

## Modelos
A partir de 2011, los modelos futuros incluyen el B90 derivado de Mazda 6.
- Besturn B30
- Besturn B50
- Bestune B70
- Bestune B90
- Bestune X40
- Bestune X80
- Bestune E01
- Bestune E05
- Bestune T33
- Bestune T55
- Bestune T77
- Bestune T99

## Ventas
Las 134.500 unidades vendidas en 2010 constituyeron un aumento sustancial sobre las 70.000 del año anterior. Es posible que la popularidad de la marca Besturn haya caído entre 2011 y 2012.

## Relación con Hongqi
Los productos de otra marca FAW, Hongqi, puede confundirse fácilmente con los coches Besturn. Hasta 2011, las dos marcas compartieron insignias, y en 2008, debido a la disminución de las ventas, Hongqi showrooms se fusionó con los de Besturn.